# Zewulun Hammer
Zewulun Hammer (hebr.: זבולון המר, ang.: Zevulun Hammer, ur. 31 maja 1936 w Hajfie, zm. 20 stycznia 1998) – izraelski polityk, w latach 1975–1976 minister opieki społecznej, w latach 1977–1984, 1990–1992 i 1996–1998 minister edukacji, w latach 1986–1990 i 1987–1998 minister spraw religijnych, latach 1969–1998 poseł do Knesetu z listy Narodowej Partii Religijnej.
W wyborach parlamentarnych w 1969 po raz pierwszy dostał się do izraelskiego parlamentu. Zasiadał w Knesetach VII, VIII, IX, X, XI, XII, XIII i XIV kadencji. Został pochowany na Górze Oliwnej.